# Чемпіонат Полтавської області з футболу 1946
У другому Чемпіонаті Полтавської області взяли участь 16 команд, 4 з яких у фінальному раунді розіграли чемпіонство. Переможцем став полтавський «Спартак». Усі матчі фінальної частини чемпіонату відбулися на стадіоні «Динамо» в Полтаві.

## Історія
Вісімнадцятого серпня в боротьбу за звання чемпіона області, згідно з постановою Комітету у справах фізичної культури та спорту, розпочали 16 найкращих команд області. На першому етапі матчі проходили за олімпійською системою. За підсумками першого етапу чотири найкращі команди з 31 серпня по 2 вересня на полтавському стадіоні «Динамо» в однокруговому турнірі визначили трійку призерів.

## Підсумкова таблиця фінальної частини
За перемогу присуджувалося 3 очки, нічию — 2 очки, поразку — 1 очко, неявка — 0 очок.
| М | Команда                  | І | В | Н | П | РМ  | О |
| - | ------------------------ | - | - | - | - | --- | - |
|   | «Спартак» (Полтава)      | 3 | 2 | 1 | 0 | 9−3 | 8 |
| 2 | «Динамо» (Полтава)       | 3 | 1 | 1 | 1 | 5−3 | 6 |
| 3 | «Буревісник» (Миргород)  | 3 | 1 | 1 | 1 | 3−6 | 6 |
| 4 | «Дзержинець» (Кременчук) | 3 | 0 | 1 | 2 | 3−8 | 4 |

## Результати матчів фінальної частини
| Команда                 | Рахунок | Команда                  |
| ----------------------- | ------- | ------------------------ |
| «Спартак» (Полтава)     | 1:1     | «Динамо» (Полтава)       |
| «Спартак» (Полтава)     | 4:0     | «Буревісник» (Миргород)  |
| «Спартак» (Полтава)     | 4:2     | «Дзержинець» (Кременчук) |
| «Динамо» (Полтава)      | 1:2     | «Буревісник» (Миргород)  |
| «Динамо» (Полтава)      | 3:0     | «Дзержинець» (Кременчук) |
| «Буревісник» (Миргород) | 1:1     | «Дзержинець» (Кременчук) |